# قصبوية
قصبوية أو عصوية أو بكتريسة (الاسم العلمي: Bactris)، جنس من النخيل الشوكي، موطنها الأصلي المكسيك وأمريكا الجنوبية والوسطى ومنطقة البحر الكاريبي. معظم أنواعها أشجار صغيرة يبلغ ارتفاعها حوالي مترين (6 أقدام و7 بوصات)، لكن بعضها أشجار كبيرة، بينما بعضها الآخر شجيرات ذات سيقان تحت الأرض. أوراقها بسيطة أو مركبة ريشية، وثمارها صفراء، برتقالية، حمراء، أو سوداء أرجوانية. يرتبط هذا الجنس ارتباطًا وثيقًا بالعديد من أنواع النخيل الشوكي الأخرى، مثل: شعري القمة، ودائمة البروز، ونجمي الجوز، خطافي الحبل. ثمار العديد من أنواعها صالحة للأكل، وأبرزها (B. gasipaes)، بينما تُستخدم أنواع أخرى للأغراض الطبية أو في البناء.
يُعتقد أن أسلاف هذا الجنس قد وصلت إلى أمريكا الجنوبية خلال أواخر العصر الطباشيري. يُظهر جنس قصبوية معدلات عالية من التطور النوعي.